# Tomasz Motyka
Tomasz Marek Motyka (* 8. května 1981 Vratislav, Polsko) je bývalý polský sportovní šermíř, který se specializoval na šerm kordem. Polsko reprezentoval v prvních letech nového tisíciletí. Na olympijských hrách startoval v roce 2008 a s polským družstvem kordistů vybojoval stříbrnou olympijskou medaili. S polským družstvem kordistů vybojoval titul mistra Evropy v roce 2005 a titul mistra Evropy získal i v soutěži jednotlivců.